# Dick Wagner
Richard Allen "Dick" Wagner (14 de diciembre de 1942-30 de julio de 2014) fue un músico, compositor y productor estadounidense nacido en Oelwein, Iowa, reconocido por su trabajo con Alice Cooper, Lou Reed y Kiss. También lideró dos bandas como vocalista y guitarrista, The Frost y The Bossmen.
El 30 de julio de 2014, Wagner falleció de deficiencia respiratoria a los 71 años.

## Créditos como compositor
Coescribió varios éxitos en la carrera de Alice Cooper, entre los que se incluyen "Welcome to My Nightmare", "I Never Cry", "Only Women Bleed", "Department of Youth" y "You and Me".